# Hagimus
Hagimus è un comune della Moldavia situato nel distretto di Căușeni di 2.730 abitanti al censimento del 2004.